# Obduktion
Eine Obduktion (lateinisch Obductio; von obducere: ‚bedecken‘, nachträglich ‚hinzuziehen‘ bzw. ‚vorführen‘) ist eine innere Leichenschau (genannt auch Leichenöffnung) zur Feststellung der Todesursache und zur Rekonstruktion des Sterbevorgangs eines toten Menschen. Sie wird von Pathologen und Rechtsmedizinern (Forensikern) durchgeführt, wobei ihnen Sektionsassistenten (in Österreich: Prosekturgehilfen) assistieren. Der Durchführende einer Obduktion wird als Obduzent bezeichnet.
Andere, heute synonym gebrauchte Bezeichnungen sind Autopsie (griechisch αυτοψία autopsía ‚eigene Schau‘) und Sektion (von lateinisch sectio ‚Schnitt, Operation, Sektion‘).
Der Begriff Nekropsie (νεκροψία nekropsía, von νεκρός nekrós ‚tot‘ und ὄψις ópsis ‚Blick, Anschauung‘) wird in der Regel für die Sektion von Tieren verwendet.
Eine Vivisektion erfolgt an lebenden Organismen.

## Geschichte

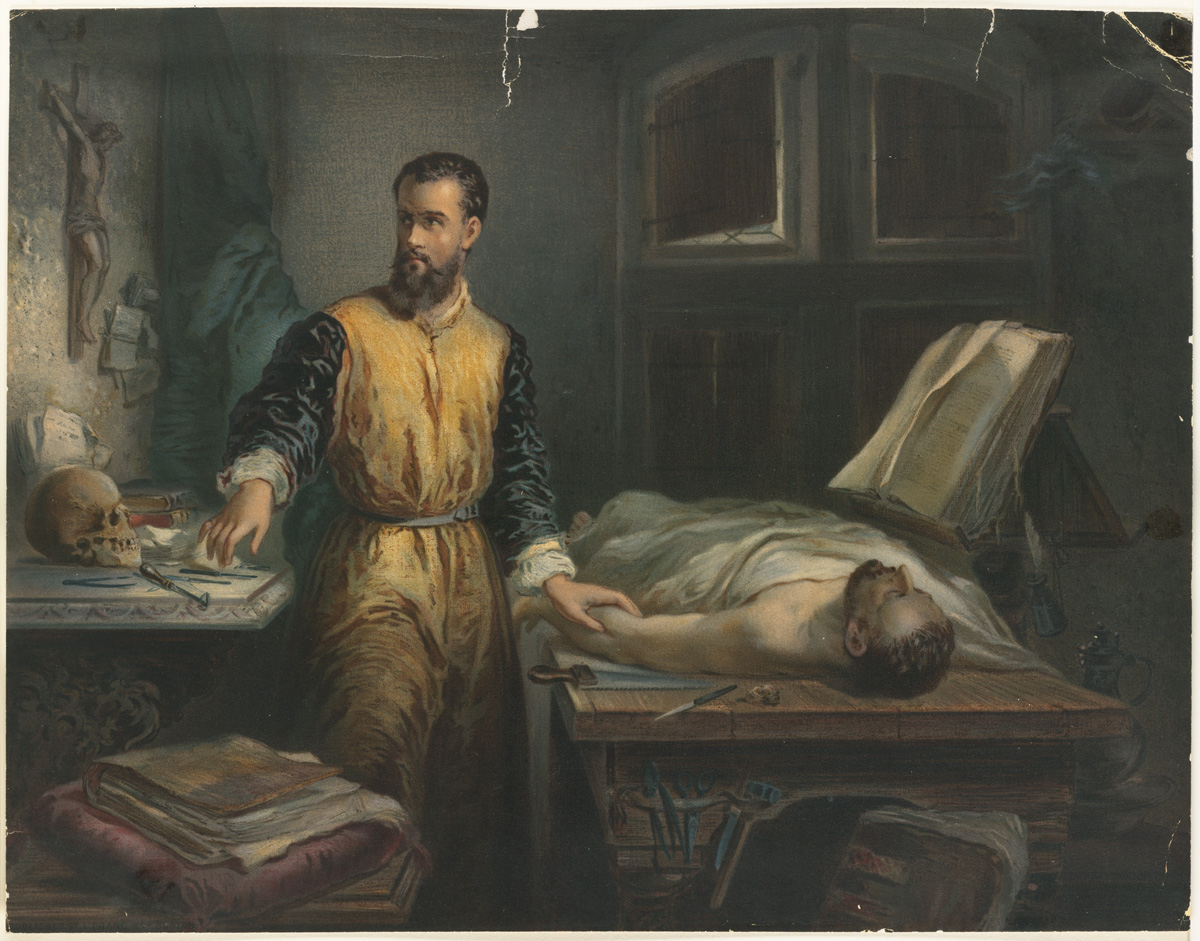
Andreas Vesalius, ein Pionier der neuzeitlichen Autopsie

Ausgehend von dem griechischen Arzt Galenos gelangte das antike anatomische Wissen zu Beginn des Mittelalters aus dem Orient wieder zurück nach Europa.
Seit dem 11. Jahrhundert war es üblich, die Körper heiliger Personen zur Reliquiengewinnung zu zerteilen.
Im 13. Jahrhundert setzten in Oberitalien anatomische Leichenöffnungen zur Feststellung der Todesursache ein. Diese dienten zunächst dazu, die überlieferten antiken Lehrauffassungen zu reproduzieren und zu verifizieren, weniger dem originären Erkenntnisgewinn.
Im Jahr 1286 fand ein Arzt bei der zur Klärung des Seuchensterbens in Cremona vorgenommenen Sektion eines während der Epidemie gestorbenen Menschen die gleiche krankhafte Veränderung am Herzen wie bei untersuchten Hühnern. Die ersten die menschliche Anatomie betreffenden, häufig öffentlichen Lehrsektionen fanden um 1300 in Bologna statt, 1316 durch Mondino dei Luzzi, in Padua 1341, in Montpellier 1366 und in Lérida 1391. Auch der für Karl VI. von Frankreich tätige, aus Portugal stammende und als Professor in Montpellier und Arzt in Bordeaux wirkende Chirurg Valescus de Taranta führte um 1400 selbst Sektionen durch, deren Erkenntnisse er in einem Lehrbuch publizierte.
Die Bulle Papst Bonifaz VIII. aus dem Jahr 1299 Detestandae feritatis abusum (diese „verabscheuungswürdige Unsitte, die manche Gläubige aufgrund jener grässlichen Gewohnheit gedankenlos begehen […])“ richtete sich tatsächlich nicht gegen die Sektion als solche, sondern nur gegen die Praxis der christlichen Oberschicht, die fern der Heimat auf Kreuzzügen Verstorbenen zerteilen und kochen zu lassen, um die Gebeine an den gewünschten Bestattungsort transportieren zu können. Ein generelles Sektionsverbot der katholischen Kirche hat es nicht gegeben.
Obduziert wurden überwiegend zum Tode verurteilte und hingerichtete Straftäter sowie Personen, die sich eine Bestattung finanziell nicht leisten konnten.

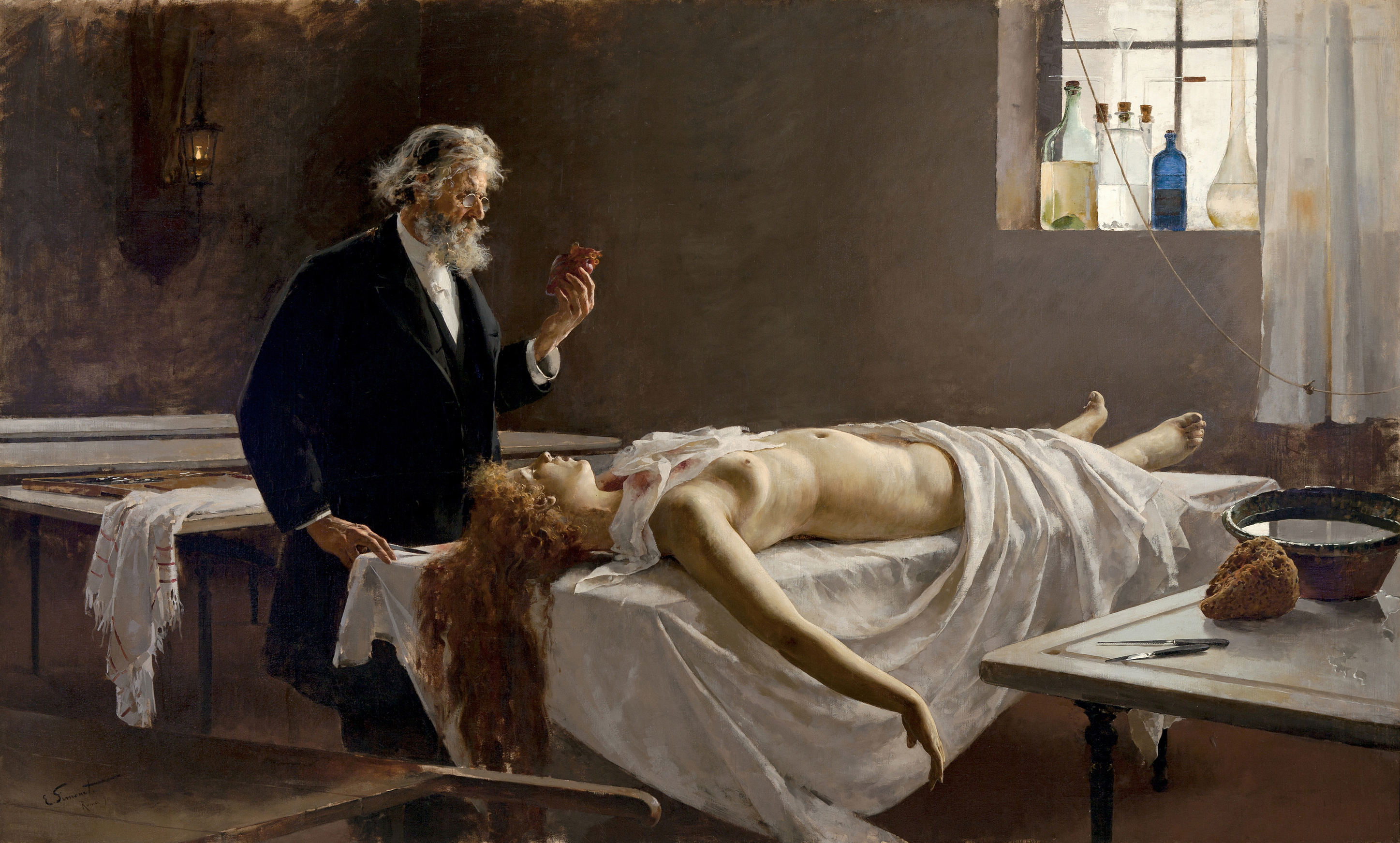
Autopsie Maler Enrique Simonet, 1890

Die erste nachweisbare gerichtsärztliche Sektion erfolgte 1302 in Bologna, bei der unter anderem der Arzt Bartolomeo da Varignana als Sachverständiger fungierte.
In der Renaissance im 15. und 16. Jahrhundert wurden dann zunehmend Obduktionen (Sektionen) zur Erlangung anatomischer Kenntnisse im heutigen Sinn durchgeführt. Die klinische Obduktion als Voraussetzung für die systematische Beschreibung und Erfassung von Krankheitsbildern gewann dann ab Mitte des 19. Jahrhunderts durch die Kombination von Makroskopie und Mikroskopie an Bedeutung. Zu dieser Zeit wurde vor allem in Großbritannien und Frankreich der Bedarf an Leichen auch durch Leichendiebstahl gedeckt.
Pioniere der anatomischen Sektion im deutschsprachigen Raum waren in Marburg 1535 Burghard Mithobius (1501–1564) und Johannes Dryander, aber auch vor 1530 wurden in Deutschland schon „Anatomien“ durchgeführt. Als Begründer der neuzeitlichen Anatomie gilt der Flame Andreas Vesalius.
Im Zweiten Weltkrieg stieg der Bedarf an Militärärzten und damit die Nachfrage nach frischen Leichen zur Sektion für die medizinische Ausbildung. Im November 1942 schaffte das Reichsjustizministerium deswegen das Recht von Angehörigen auf Aushändigung des Leichnams von Hingerichteten ab. Wegen der stark steigenden Zahl von Todesurteilen und der Vollstreckung im Akkord waren die Angehörigen meist nicht über die Vorgänge informiert und damit gar nicht in der Lage, einen Antrag zu stellen. Die meisten Leichname kamen in die Pathologie. Schon fünf Monate später meldeten die Universitäten im Reich, der Bedarf an Leichen Hingerichteter sei „mehr als gedeckt“.
Seit den 1960er Jahren gibt es in Europa die Möglichkeit einer freiwilligen Körperspende, mit der nicht nur einzelne Organe, sondern der ganze Körper nach dem Tod der Anatomie überlassen wird.

## Arten

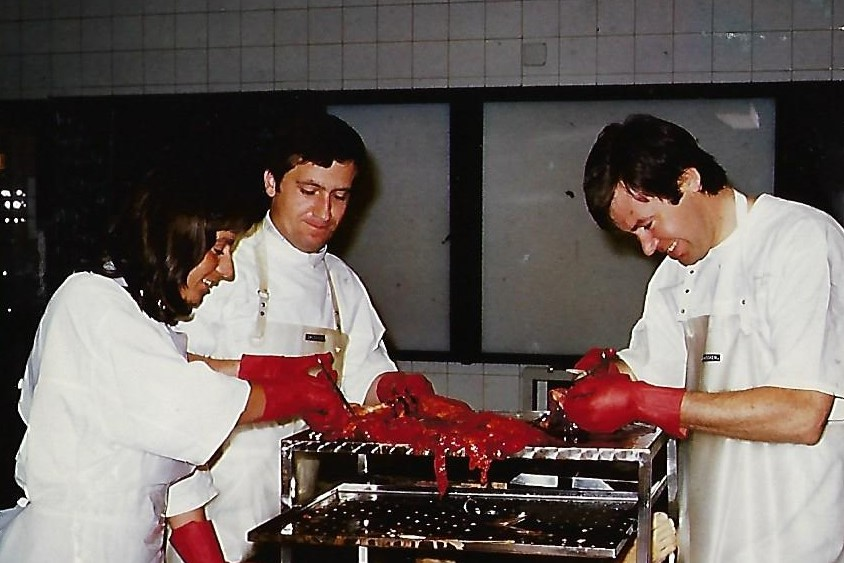
Obduktion

Unterschieden werden die klinische (wissenschaftliche) Sektion, gerichtsmedizinische Sektion (gerichtliche Sektion nach § 87 StPO, auch Sectio legalis), anatomische Sektion, Versicherungssektion (im Auftrag von Berufsgenossenschaften und Versicherungen), Sektion bei meldepflichtigen Erkrankungen (Infektionsschutzgesetz) sowie die Privatsektion (im Auftrag von Angehörigen).

### Klinische und gerichtsmedizinische Sektion
Der Begriff Obduktion wird in der Regel für klinische (pathologische) Sektionen und gerichtsmedizinische Sektionen verwendet.
Klinische Obduktionen werden fast ausschließlich von einem Pathologen durchgeführt. Dieser arbeitet in der Regel mit einem medizinischen Präparator (Medizinischer Sektions- und Präparationsassistent bzw. Prosekturgehilfe) zusammen. Hierbei werden die Todesursache und die Vorerkrankungen einer verstorbenen Person durch innere ärztliche Leichenschau festgestellt. Meist stellt der zuletzt behandelnde Arzt der verstorbenen Person den Antrag auf Obduktion. Voraussetzungen einer klinischen Sektion sind, dass der Verstorbene oder die nächsten Angehörigen damit einverstanden sind und der Tod durch eine natürliche Ursache (z. B. Herzinfarkt, Krebs, Lungenentzündung) eingetreten ist. Es besteht die Möglichkeit einer teilweisen Obduktion auf Wunsch der Angehörigen. In solchen Fällen wird z. B. das Gehirn nicht entfernt, wodurch bei einer öffentlichen Aufbahrung keine Schnitte zu sehen sind. Auch kann durch angepasste Schnittführung auch im Kopfbereich ein gutes kosmetisches Ergebnis erzielt werden. In der Rechtsmedizin ist so ein Vorgehen nicht möglich, da hier der Umfang von § 89 StPO festgelegt wird. Sie dient nicht nur der Qualitätssicherung in der Medizin, sondern kann auch für Angehörige entlastend sein (z. B. Selbstvorwürfe, man habe Symptome nicht rechtzeitig bemerkt). Weiterhin kann eine Obduktion gelegentlich Hinweise auf familiäre Risikofaktoren geben (z. B. Krebs oder Erbkrankheiten). Sie erfolgt manchmal bei Versicherungsfragen (z. B. Berufserkrankungen, die zum Tod beigetragen haben können, sowie verschwiegene Vorerkrankungen). Nicht zuletzt dient sie der Fort- und Weiterbildung von Ärzten und Medizinalfachberufen im Krankenhaus.
Im strafprozessualen Sinne ist zwischen der Leichenöffnung und der Leichenschau zu differenzieren. Die Leichenöffnung soll durch Untersuchung des inneren Zustandes Aufschluss über Todesursache und Todeszeitpunkt geben. Die Leichenschau ist die Besichtigung der äußeren Beschaffenheit der Leiche.
Eine gerichtsmedizinische Obduktion, im strafprozessualen Sinne auch Leichenöffnung genannt ist immer dann erforderlich, wenn ein Fremdverschulden nicht auszuschließen ist und daher sowohl die Todesursache als auch der Todeszeitpunkt festgestellt werden müssen. Die Leichenöffnung wird grundsätzlich auf Antrag der Staatsanwaltschaft vom Richter angeordnet (§ 87 Abs. 4 S. 1 StPO). Falls Verzögerungen den Erfolg der Obduktion gefährden würden, kann die Anordnung auch durch die Staatsanwaltschaft getroffen werden. Angehörige sind grundsätzlich vor der Leichenöffnung zu hören, wenn dies den Untersuchungszweck nicht gefährdet (§ 33 Abs. 3 und 4 StPO). Die Sektion ist von zwei Ärzten auszuführen. Einer der Ärzte muss sog. Gerichtsarzt (vgl. z. B. § 42 AGGVG NRW) oder Leiter bzw. beauftragter Arzt eines der in § 87 Abs. 2 S. 2 genannten Institute sein. Ist ein solcher Gerichtsarzt nicht rechtzeitig erreichbar, kann im Falle einer möglichen Gefährdung des Untersuchungszweckes auch ein anderer Arzt mitwirken. Der Staatsanwalt kann dabei sein und ein Richter muss auf einen zulässigen Antrag der Staatsanwaltschaft dabei sein. Die Öffnung muss sich auf die Öffnung der Kopf-, Brust- und Bauchhöhle erstrecken (§ 89 StPO). Hierbei wird ein obligatorischer Mindestumfang statuiert, d. h. auch wenn sich bereits nach Öffnung einer Höhle die Todesursache geklärt hat, müssen die anderen Körperhöhlen trotzdem geöffnet werden. Bei Neugeborenen konkretisiert sich der Untersuchungsauftrag dahingehend ob es nach der Geburt lebte und lebensfähig war. Ergänzt wird der Untersuchungsumfang bei dem Verdacht eines Vergiftungstodes durch § 91 StPO.
In Deutschland haben die Behörden bei Anhaltspunkten für einen nicht natürlichen Tod unverzüglich die Staatsanwaltschaft oder das Amtsgericht zu benachrichtigen, woraufhin die Staatsanwaltschaft über die dann nötige schriftliche Genehmigung zur Bestattung (Bestattungsschein) oder über Ermittlungen wie die Leichenöffnung und eine eventuell nötige Beschlagnahme des Leichnams entscheidet. Ist zur Sektion das Ausgraben eines begrabenen Leichnams (Exhumierung) nötig, ist eine richterliche Anordnung erforderlich, von der ein ohne Schwierigkeiten erreichbarer Angehöriger der toten Person zu benachrichtigen ist.
Pathologische und rechtsmedizinische Sektionen sind im Verfahren einander sehr ähnlich. Bei pathologischen Obduktionen wird jedoch auf eine toxikologische Untersuchung verzichtet, da diese im Allgemeinen schon vor dem Tode durchgeführt wurde. Die Bestimmung der Körpertemperatur des Toten, die auf den Todeszeitpunkt rückschließen lässt, entfällt ebenso. In den Details der Schnittführung sind jedoch Unterschiede zu beobachten. So werden z. B. in der Rechtsmedizin die Halsweichteile in künstlicher Blutleere präpariert.

### Anatomische Sektion
Anatomische Sektionen („Zergliederungen“) bzw. Präparationen (genannt auch Dissektionen) dienen der Ausbildung von Medizinern; Anatomen und Studierende führen sie gemeinsam durch. Die zu sezierenden Verstorbenen haben ihren Leichnam zu Lebzeiten meist freiwillig für diesen Zweck zur Verfügung gestellt, sofern es sich nicht um Tierkadaver für Studienzwecke handelt. Der Begriff Obduktion wird in diesem Zusammenhang normalerweise nicht verwendet, stattdessen spricht man vom Sezieren oder der Präparation der Leichen. Der Begriff Präparation wird jedoch auch für die Haltbarmachung von Leichen und Leichenteilen verwendet.
Eine anatomische Sektion ist sehr viel detaillierter. Sie beschränkt sich nicht nur auf die drei Körperhöhlen (s. u.), auch kleinere Details gelangen zur Darstellung, da im Rahmen des Präparierkurses alle anatomischen Strukturen des Körpers erlernt werden sollen. Deshalb erstreckt sich eine anatomische Präparation auf ein ganzes Semester oder zumindest einige Wochen. Daraus ergibt sich die Notwendigkeit einer Einbalsamierung des Leichnams. Eine Wiederherstellung des Leichnams ist anschließend nicht mehr möglich. Die Leiche wird am Ende meist einzeln und (weitgehend) vollständig bestattet. Es gibt jedoch auch Gruppenbestattungen, bei der alle Leichen und Teile eines Kurses gemeinsam bestattet werden. Dies erfolgt je nach letztem Willen anonym oder namentlich, durch Verbrennung oder Erdbestattung. Besonders gelungene Präparate werden jedoch zum Zweck der Lehre länger, oft viele Jahre oder Jahrzehnte, aufbewahrt und erst später und daher meist getrennt vom restlichen Körper bestattet.

## Verfahren

### Äußere Besichtigung

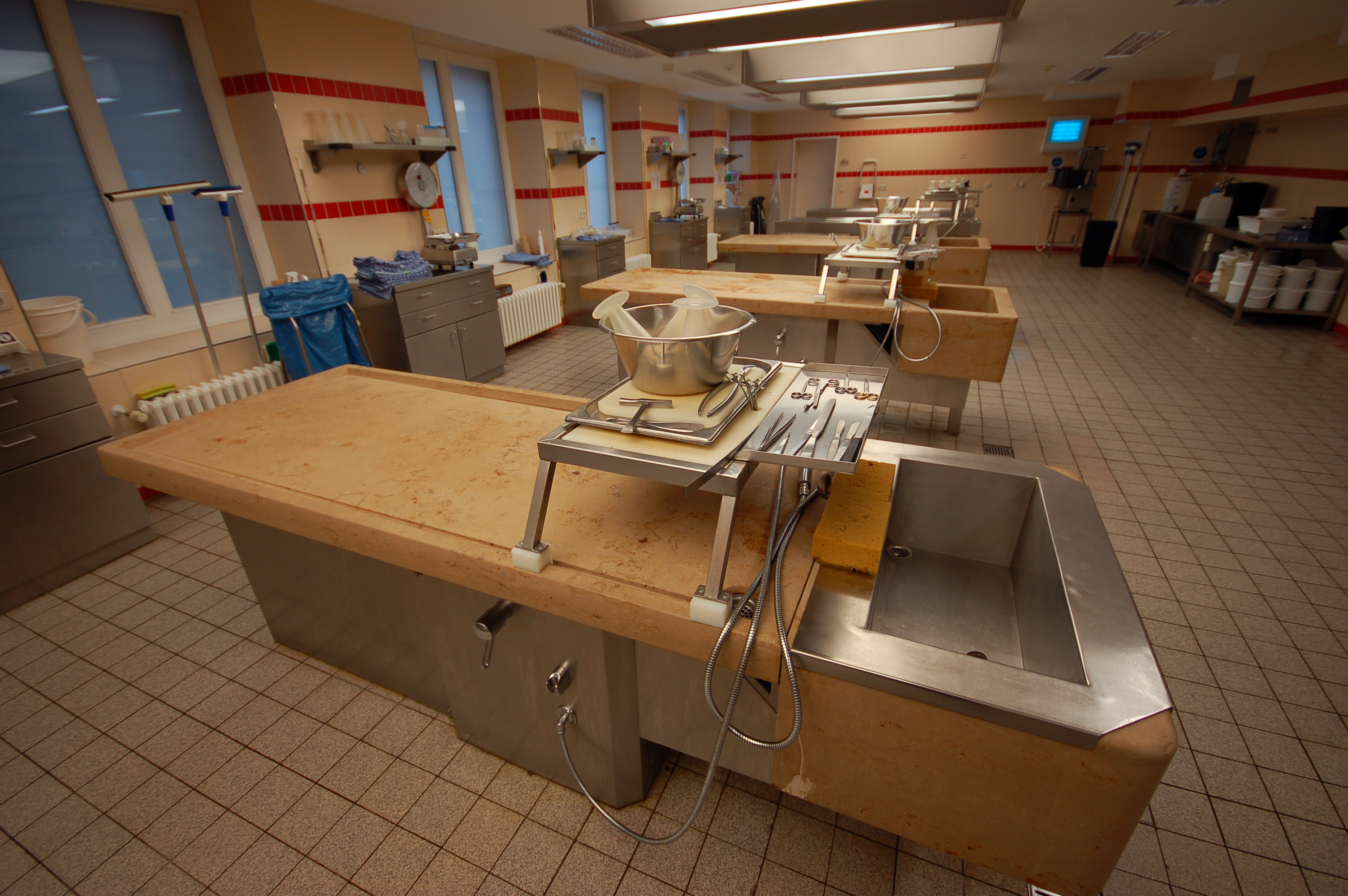
Sektionssaal des Landesinstituts für gerichtliche und soziale Medizin Berlin

Der verwechslungssicheren Identifizierung dient der Fußzettel.
Eine Obduktion beginnt mit einer genauen Inspektion der entkleideten Leiche zur Feststellung von Todeszeichen. Auch Größe, Gewicht, Ernährungszustand und Hautkolorit werden festgehalten. Lokalisation und Farbe der Totenflecke sowie Grad der Ausprägung der Totenstarre werden dokumentiert. Hautveränderungen wie Narben, Wunden, Operationswunden, Pigmentflecken, Tätowierungen und dergleichen werden ebenso beschrieben. Speziell bei rechtsmedizinischen Obduktionen wird großer Wert auf eine präzise äußere Beschreibung gelegt, die neben etwaigen Verletzungen (wie z. B. Schuss- oder Stichwunden) auch die Bekleidung und andere Gegenstände (beispielsweise: Schmuck, Armbanduhr usw.) umfasst. Die Untersuchung von Kleidung, Effekten, Körpergröße und Zahnstatus ist insbesondere für die Identifizierung von unbekannten Toten von Bedeutung. Zudem können durch die äußere Besichtigung Rückschlüsse auf äußere Einwirkungen etc. gezogen werden.

### Innere Besichtigung
Die innere Leichenbeschau gliedert sich in eine Öffnung der Schädel-, Brust- und Bauchhöhle. Bei einer nach deutschem Strafprozessrecht angeordneten Obduktion müssen alle drei Körperhöhlen (Schädelhöhle, Brusthöhle und Bauchhöhle) geöffnet und somit die Organe freigelegt werden. Die Organe werden nach Größe, Form, Farbe, Konsistenz und Kohärenz beurteilt, wobei von der Norm abweichende Veränderungen im deskriptiven Teil des Obduktionsberichtes festgehalten werden. Morphologisch sichtbare Organveränderungen haben eine Entsprechung in pathologisch-anatomischen Diagnosen, die ihrerseits bestimmten klinischen Krankheitsbildern entsprechen. Die Technik der Präparation wird dem übermittelten klinischen Befund angepasst. So kann bei bestimmten Vorbefunden eine Darstellung von z. B. Beingefäßen notwendig werden. Von wichtigen Organen werden kleine Proben für weitergehende lichtmikroskopische und eventuell auch mikrobiologische Untersuchungen asserviert. Für rechtsmedizinische Gutachten wird auch noch Blut und Urin des Verstorbenen zum Zweck toxikologischer Untersuchungen gewonnen.

### Der Y- oder T-Schnitt
Dieser Schnitt hat entweder die Y-Form, hierbei wird von beiden Schlüsselbeinen schräg zum Brustbein geschnitten und von dort gerade bis zum Schambein. Alternativ wird leicht bogenförmig von Schulter zu Schulter quer und dann in einem zweiten Schnitt zentral abwärts bis zum Schambein geschnitten, der T-Schnitt. Durch diese Schnittführungen kann der Pathologe oder Rechtsmediziner an alle Organe des Brust- und Bauchraumes gelangen (nach Entfernung des Brustbeines und der angrenzenden Rippen).

### Nachsorge
Im Anschluss an die innere Besichtigung werden die Organe wieder in die Körperhöhlen des Toten gelegt, wobei entnommene Organe oder Organteile unter Umständen für klinische bzw. wissenschaftliche Zwecke bearbeitet und archiviert werden können. Fehlen dadurch größere Gewebemengen werden diese z. B. durch Zellstoff ersetzt, um die äußere Form des Körpers annähernd wiederherzustellen. Die Hautschnitte werden grob vernäht und der Leichnam gewaschen. Dadurch wird eine Abschiednahme am offenen Sarg ermöglicht.

### Weiteres Vorgehen
Später werden die gewonnenen Proben mikroskopisch und mikrobiologisch untersucht. Bei einer gerichtlichen Sektion werden Drogen und eventuell Giftstoffe und Medikamentenspiegel toxikologisch bestimmt. Vereinzelt kommen auch Spezialuntersuchungen wie zum Beispiel DNA-Analysen, entomologische (insektenkundliche) und radiologische Verfahren zum Einsatz.
Die verschiedenen Berichte gehen nur dem Auftraggeber der Sektion zu.
In jüngster Zeit finden zunehmend neue Messverfahren Anwendung bei der Leichenschau (Streifenlichttopometrie, CT).

### Obduktionsbericht
Der Obduktionsbericht besteht aus einem deskriptiven Teil, der keinen Spielraum für Interpretationen zulässt und mit einer Bildbeschreibung wesensverwandt ist. Demzufolge ist der deskriptive Teil eine objektive Beschreibung der Organsysteme, die im Idealfall so genau sein soll, dass ein Kundiger im Nachhinein alle pathologisch-anatomischen Diagnosen aus dem Bericht herauslesen und gegebenenfalls revidieren kann. Dieser Deskription wird noch eine Liste der Todesursachen und der pathologisch-anatomischen Einzeldiagnosen beigelegt.

### „Virtopsy“
Virtopsy ist der Name eines forensischen Bildgebungsverfahrens zur Erfassung der Körperoberfläche mit allen äußeren Befunden und zur Dokumentation der Befunde des Körperinneren. Im Rahmen dieses Forschungsprojekts kommt unter anderem die optische 3D-Digitalisierung für die Dokumentation von forensischen Befunden und für Analysen im Rahmen einer virtuellen Autopsie mit minimal-invasiven Eingriffen zum Einsatz.

## Dauer und Kosten
Eine Obduktion dauert je nach Todesursache und Komplexität in der Regel zwei bis drei Stunden. Werden jedoch bei der Untersuchung potenzieller Mordopfer weitere Experten, wie Kriminaltechniker hinzugezogen, so kann eine Obduktion im Ausnahmefall länger als 10 Stunden dauern. In dieser Zeit werden zusätzlich zu der körperlichen Untersuchung körpernahe Spuren, z. B. für eine DNA-Analyse, sowie Faser- oder Gewebsspuren sichergestellt, die unter Umständen Auskunft über den Tathergang geben können.
In Deutschland erhält ein rechtsmedizinisches Institut für eine einfache Obduktion ein Honorar von 380 Euro und bei besonders ungünstigen bzw. erschwerten Bedingungen zwischen 500 und 670 Euro. Da Obduktionen jedoch von zwei vergütungsberechtigten Ärzten vorgenommen werden müssen, ist diese Entschädigung in vielen Fällen unwirtschaftlich. Das Universitätsklinikum Heidelberg erstellte 2013 eine Berechnung, nach welcher die tatsächlichen Kosten bei 1.508 Euro pro Obduktion (bei 350 Obduktionen pro Jahr) liegen. Die Staatsregierung von Baden-Württemberg bezifferte die Unterfinanzierung im Bereich seiner rechtsmedizinischen Institute mit über einer Million Euro jährlich.
Die Kostenabrechnung basiert auf dem Justizvergütungs- und -entschädigungsgesetz (JVEG), wo auch weiterführende Untersuchungen, die durch den Obduktionsbefund in Auftrag gegebenen wurden, wie z. B. mikroskopische, physikalische, chemische, toxikologische, bakteriologische und serologische Untersuchungen mit den entsprechenden Vergütungspauschalen aufgeführt werden. Auch die Kosten, die durch die Nutzung fremder Kühlzellen, Sektionssäle und weiterer Einrichtungen entstehen, können pauschal mit bis zu 300 € erstattet werden, insbesondere ab einer gewissen Entfernung zwischen dem Fundort der Leiche und dem rechtsmedizinischen Institut.
Die Kosten für eine ausschließlich von Angehörigen gewünschte Sektion tragen die Auftraggeber.
Der Präsident der Deutschen Gesellschaft für Rechtsmedizin vertritt gegenüber dem Deutschen Ärzteblatt die Ansicht, die Vergütungssätze für die rechtsmedizinischen Institute seien zu niedrig, da durch die knapp bemessenen JVEG-Vergütungssätze
vielerorts Finanzdefizite entstehen. Da die Aufklärung von Straftaten sowie Forschung und Lehre von durch Obduktionen gewonnenen Erkenntnissen profitieren, sollten diese – auch im Interesse des Staates – angemessen vergütet werden. Im Jahr 2019 erklärten rechtsmedizinische Institute aus 13 deutschen Bundesländern, dass die Entlohnung bei einer Beauftragung durch staatliche Behörden in der Regel keine vollständige Kostendeckung gewährleiste.

## Häufigkeit von Obduktionen
Aufgrund des Fortschrittes in der Präzision der klinischen Diagnostik wächst das Vertrauen der Ärzte auf die nur äußere Leichenschau, so dass Autopsien zum Teil als überholt und nicht mehr nötig angesehen werden, um die amtliche Todesursachenstatistik qualitativ wertvoller zu gestalten.
In Deutschland werden etwa ein bis zwei Prozent der Toten obduziert. Es gibt Hinweise, die nahelegen, dass ein nicht unerheblicher Teil der klinisch vermuteten Todesursachen falsch sind. So kam eine im Archiv für Kriminologie 1997 veröffentlichte Studie zu dem Schluss, dass in Deutschland von den rund 900.000 Todesfällen rund 11.000 nicht natürliche Todesfälle und 1.200 Tötungsdelikte pro Jahr nicht erkannt würden. Auch von den 474 bis Anfang Februar 2021 im Zusammenhang mit dem SARS-CoV-2-Virus registrierten Sterbefällen in Mecklenburg-Vorpommern wurden beispielsweise nur acht Personen obduziert.
Die absolute Obduktionshäufigkeit ging in Deutschland von 2005 bis 2014 insgesamt um 30 % zurück, wobei eine große Spannweite der Obduktionshäufigkeit vorliegt: universitäre Institute 3,4–19,4 %; Krankenhausinstitute 1,1–30,8 % und private Institute 0,4–5,2 %. Es fehlt jedoch eine flächendeckende Dokumentation der Obduktionsquoten.
Durchschnittlich wurden 2006 in Europa rund 17,5 % aller Sterbefälle obduziert. Die höchsten Obduktionsquoten waren dabei in der Russischen Föderation und in Ungarn zu finden mit Quoten von jeweils mehr als dem Doppelten über dem europäischen Mittel. Ebenfalls sehr hohe Obduktionsquoten über dem Europaschnitt waren in Moldawien, Finnland, Litauen, der Tschechischen Republik und der Ukraine mit Obduktionsquoten von 60 % zu finden. Österreich lag mit 18,9 % etwas über dem Europadurchschnitt. Die niedrigsten Obduktionsquoten wurden in Mazedonien, den Niederlanden, Malta und Portugal beobachtet (jeweils zwischen 60 % und 90 % unter dem Europaschnitt).

## Rechtliche und gesellschaftliche Aspekte

### Deutschland

#### Bundesrecht
Die konkurrierende Gesetzgebungskompetenz des Bundes gem. Art. 74 Abs. 1 Nr. 26 GG für Regelungen zur Transplantation von Organen, Geweben und Zellen umfasst nicht die Gesetzgebung zur inneren Leichenschau. Entsprechende Regelungen sind damit grundsätzlich Ländersache.
Im Schrifttum war umstritten, ob ein Patient zu Lebzeiten wirksam in eine in einem Krankenhausaufnahmevertrag formularmäßig enthaltene Obduktion (Sektionsklausel) einwilligen kann. Die Sektionsklauseln lassen eine Obduktion zu, wenn der Verstorbene zu Lebzeiten eingewilligt hat oder wenn die Hinterbliebenen zustimmen beziehungsweise nicht innerhalb einer gesetzten Frist widersprechen und ein entgegenstehender Wille des Verstorbenen nicht bekannt ist. Nach Ansicht des Bundesgerichtshofs verstieß eine solche Klausel regelmäßig nicht gegen die Generalklausel in § 9 Abs. 1 des AGB-Gesetzes (seit dem 1. Januar 2002 § 307 Abs. 1 Satz 1 BGB).
Die ohne Einwilligung des Verstorbenen oder seiner totensorgeberechtigten Angehörigen vorgenommene klinische Sektion (innere Leichenschau) ist zwar rechtswidrig, aber nicht als Störung der Totenruhe gem. § 168 StGB strafbar, solange sich die Leiche noch in der Obhut allein der (die Sektion veranlassenden) Klinik befindet.
Obduktionen im Rahmen strafrechtlicher Ermittlungsverfahren bei zureichenden tatsächlichen Anhaltspunkte für verfolgbare Straftaten gegen das Leben gemäß § 152 Abs. 2, § 159 der Strafprozessordnung (StPO) sind in §§ 87 ff. StPO in Verbindung mit Nr. 33 RiStBV geregelt. Der Bund hat die konkurrierende Gesetzgebungskompetenz für das Strafverfahren gem. Art. 74 Abs. 1 Nr. 1 GG. Stellen die totensorgeberechtigten Angehörigen die Leiche nicht freiwillig zur Verfügung, so kann sie nach § 94 StPO beschlagnahmt werden.
Zur Ermittlung von Art, Ursache, Ansteckungsquelle und Ausbreitung einer übertragbaren Krankheit im Sinne des Infektionsschutzgesetzes (IfSG) sowie einer gesundheitlichen Schädigung durch eine Schutzimpfung oder andere Maßnahme der spezifischen Prophylaxe kann die innere Leichenschau von Verstorbenen angeordnet werden (§ 25 Abs. 4 IfSG, Art. 74 Abs. 1 Nr. 19 GG).
Die gesetzliche Unfallversicherung erbringt bei Tod des Versicherten gem. § 63 Abs. 1 Satz 2 SGB VII Leistungen an die Hinterbliebenen, wenn der Tod infolge eines Versicherungsfalls (Arbeitsunfall oder Berufskrankheit, § 7 Abs. 1 SGB VII) eingetreten ist. Bei bestimmten Berufskrankheiten wird die Kausalität zugunsten der Hinterbliebenen widerleglich vermutet (§ 63 Abs. 2 Satz 1 SGB VII). Dies gilt nicht, wenn offenkundig ist, dass der Tod mit der Berufskrankheit nicht in ursächlichem Zusammenhang steht; eine berufsgenossenschaftliche Obduktion zum Zwecke einer solchen Feststellung darf dann nicht gefordert werden.
In der privaten Unfallversicherung kann es zu den vertraglichen Obliegenheiten gehören, dem Versicherer zur Prüfung seiner Leistungspflicht eine Obduktion zu ermöglichen bzw. einer solchen zuzustimmen. Im Übrigen ist es Sache der Bezugsberechtigten zu beweisen, dass der Versicherte einen unfallbedingten Tod erlitten hat.

#### Landesrecht
Auf Bundesebene gibt es keine finanziell und gesetzlich gesicherte Verankerung der klinischen Sektion, weder als Instrument der Qualitätssicherung in der ärztlichen Diagnostik und Therapie noch als Grundlage einer Reliabilitätskontrolle von Todesursachen- und Krankheitenstatistiken und anderen epidemiologischen Erhebungen. Bei über 95 % aller Gestorbenen in Deutschland bestehen deshalb keine autoptisch gesicherten Erkenntnisse über die eigentliche Todesursache und etwaige Begleiterkrankungen.
Die Sektion ist in Deutschland in den Bundesländern Berlin und Hamburg in eigenen Sektionsgesetzen geregelt. Die Bestattungsgesetze einiger weiterer Bundesländer enthalten auch Regelungen zur Sektion, z. B. in Brandenburg, Nordrhein-Westfalen und Sachsen.
Unter dem Eindruck des gewaltsamen Todes des zweijährigen Kevin, der von seinem Stiefvater totgeprügelt und dessen Leiche in einem Kühlschrank aufbewahrt worden war (Fall Kevin), beschloss die Bremische Bürgerschaft im April 2010 eine verdachtsunabhängige Pflicht zur Obduktion beim ungeklärten Tod von Kindern unter sechs Jahren. Mit der 2011 in Kraft getretenen Änderung des Bremer Gesetzes über das Leichenwesen sollten mögliche Misshandlungen aufgeklärt werden. Das Gesetz wurde de facto nicht umgesetzt – die Obduktionsrate von Kindern blieb unverändert. Kritiker bemängeln, dass die Regelung auch eindeutig nicht gewaltsame Tode erfasst und beispielsweise bei krankheitsbedingt verstorbenen Kindern eine zusätzliche Belastung für die Eltern darstelle. Gleichwohl ist eine entsprechende Reglung auch im Gesetz über das Leichenwesen vom 16. Mai 2017 enthalten, mit dem das Gesetz über das Leichenwesen in der Fassung der Bekanntmachung vom 1. März 2011 aufgehoben wurde.
Die Kirchen in Deutschland werten (und werteten) Obduktionen als einen Akt der Nächstenliebe, da diese dem Gemeinwohl dienten.

### Österreich
In der Strafprozessordnung (§ 125 Nr. 4) ist eine Obduktion definiert als „die Öffnung einer Leiche durch einen Sachverständigen zum Zweck der Feststellung von Anlass und Ursache des Todes oder von anderen für die Aufklärung einer Straftat wesentlichen Umständen.“ Die Rechtsgrundlage für eine Obduktion als Teil der gerichtliche Totenbeschau bildet neben der Strafprozessordnung (§ 128 StPO) auch heute noch die Vorschrift für die Vornahme der gerichtlichen Totenbeschau aus dem Jahr 1855.